# 하시다 스가코
하시다 스가코(橋田 壽賀子, 1925년 5월 10일 ~ 2021년 4월 4일)는 일본의 각본가이자 극작가이다.

## 생애
일제강점기 조선 경성부(현: 서울특별시)에서 태어나 오사카부 사카이시 니시구에서 자랐다. 본명은 이와사키 스가코(岩崎 壽賀子)로, 하시다는 결혼 전 성이다.

## 학력
9살에 오사카로 귀국.
일본여자대학 국어(일본어)과 졸업
와세다대학 국문과 입학,전과해서 예술학과(연극)졸업. 92살에 안락사 찬성

## 작품
- 1983년 NHK 오싱